# Rijksweg 783
Rijksweg 783 is een Nederlandse autosnelweg en een aftakking van de A73 tussen knooppunt Neerbosch en de stadsrand van Nijmegen. ''A783'' staat niet op de bewegwijzering, maar wordt slechts administratief gebruikt. Wel zijn de hectometerpaaltjes voorzien van de vermelding "A73".
Het knooppunt wordt omzoomd door rijen populierenbomen die evenwijdig langs de verschillende wegvakken staan. Elke rij heeft een eigen soort populieren (klonen). De soorten onderscheiden zich van elkaar in groeivorm, en tijdstip en bladkleur bij bladvorming in het voorjaar en bladval in het najaar.
Rijksweg 783 is ongeveer 1,5 kilometer lang en gaat op de grens van de bebouwde kom bij de IJpenbroekweg over in de Neerbosscheweg. Rijksweg 783 is de op één na kortste snelweg van Nederland. De A38 wordt vaak ten onrechte als de kortste beschouwd maar is toch echt enkele tientallen meters langer. De kortste snelweg van Nederland is met een lengte van 1 kilometer de A205.
Rijksweg 783 moet niet worden verward met provinciale weg 783 bij Wolfheze. Rijksweg 783 en de N783 hebben niets met elkaar te maken.